# Жаушикум
Жаушику́м (каз. Жаушықұм) — село у складі Шардаринського району Туркестанської області Казахстану. Адміністративний центр Жаушикумського сільського округу.
У радянські часи село називалось Юбілейне.
Населення — 2533 особи (2021; 1486 у 2009, 1417 у 1999, 1293 у 1989).